# 실버 컨벤션
실버 컨벤션(Silver Convention)은 1970년대 독일의 유로디스코 녹음 그룹이었다. 이 그룹은 원래 실버 버드 컨벤션(Silver Bird Convention) 또는 실버 버드(Silver Bird)라는 이름이었다.